# Зива, Владимир Петрович
Владимир Петрович Зива (род. 7 марта 1957) — российский дирижёр. Заслуженный деятель искусств Российской Федерации (1994).

## Биография
Окончил Ленинградскую консерваторию как хоровой дирижёр у Елизаветы Кудрявцевой, затем Московскую консерваторию у Дмитрия Китаенко.
В 1990—1992 годах являлся главным дирижёром С.-Петербургского Театра оперы и балета им. М. П. Мусоргского. В 1988—2000 годах был главным дирижёром Симфонического оркестра Нижегородской филармонии. В 1997—2009 гг. — главный дирижёр Московского симфонического оркестра. С 2002-2010 года Владимир Зива — главный дирижёр Краснодарского государственного музыкального театра. Одновременно в 2006—2010 гг. был главным дирижёром Симфонического оркестра Южной Ютландии.
Неоднократно сотрудничал с Борисом Покровским, дирижировал поставленными в его Московском камерном музыкальном театре операми «Жизнь с идиотом» Альфреда Шнитке и «Братья Карамазовы» Александра Холминова. По приглашению Святослава Рихтера осуществил несколько оперных постановок на фестивалях «Декабрьские вечера», в том числе «Поворот винта» и «Альберт Херринг» Бриттена, а также музыка к пьесе «Снегурочка» Чайковского.
Среди записей дирижёра — произведения Сергея Прокофьева, Николая Римского-Корсакова (в том числе впервые в мире — все четыре кантаты композитора), Эдварда Элгара.
Лауреат Государственной премии Российской Федерации (1995, как один из главных участников Фестиваля Альфреда Шнитке). В настоящее время[когда?] — заведующий кафедрой оперно-симфонического дирижирования РАМ им. Гнесиных.

## Личная жизнь
Был первым мужем пианистки Людмилы Берлинской (род. 1960).  У пары родился сын Дмитрий Берлинский, ставший профессиональным виолончелистом.
Во втором браке двое сыновей, Александр (род. 1993) и Алексей (род. 1998). 